# Stadio Tre Fontane
 (avril 2025).
Si vous disposez d'ouvrages ou d'articles de référence ou si vous connaissez des sites web de qualité traitant du thème abordé ici, merci de compléter l'article en donnant les références utiles à sa vérifiabilité et en les liant à la section « Notes et références ».
Le Stadio Tre Fontane est un équipement sportif consacré au rugby à XV. 
Localisé à Rome, c'est une arène de 4 000 places, qui accueille le club de Rugby Rome, ainsi que les parties de hockey sur gazon.
Son nom fait référence à l'abbaye de Tre Fontane située non loin de là.

## Sources
- (it) Cet article est partiellement ou en totalité issu de l’article de Wikipédia en italien intitulé « Stadio Tre Fontane » (voir la liste des auteurs).